# Малое Эльмюдъярви
Малое Эльмюдъярви — озеро на территории Ребольского сельского поселения Муезерского района Республики Карелия.

## Общие сведения
Площадь озера — 1,6 км², площадь водосборного бассейна — 63,3 км². Располагается на высоте 185,5 метров над уровнем моря.
Форма озера лопастная, продолговатая: вытянуто с северо-запада на юго-восток. Берега изрезанные, каменисто-песчаные, местами заболоченные.
Через озеро протекает река без названия, текущая из озёр Ковера, Кужаярви и Эльмюдъярви, и впадает в озеро Большое Ровкульское, а откуда через реки Сулу и Лендерку воды в итоге попадают в Балтийское море.
В озере расположены два безымянных острова различной площади.
Код объекта в государственном водном реестре — 01050000111102000010489.